# 4-я бригада лёгкой кавалерии (Франция)
4-я бригада лёгкой кавалерии (фр. 4e brigade de cavalerie légère) — формирование лёгкой кавалерии (соединение, бригада) французской армии.

## История
Бригада под началом генерала Маргарона была сформирована Первым консулом 29 августа 1803 года в составе дивизии д’Опуля, и была частью лагеря в Сент-Омере Армии Берегов Океана. Принимала самое активное участие в кампаниях Наполеона 1805, 1806, 1807, 1809 и 1812 годов. Отличилась во множестве сражений.

## Командование дивизии и бригады

### Командир дивизии
- дивизионный генерал Жан-Жозеф д’Опуль (29 августа 1803 – 24 августа 1805)

### Начальники штаба
- полковник штаба Жан-Пьер Камбасерес (5 октября 1803 – 10 июля 1806)
- полковник штаба Франсуа Рансонне (4 марта 1807 – 15 октября 1808)

### Командиры 1-й бригады
- бригадный генерал Пьер Маргарон (29 августа 1803 – 1 января 1806)
- бригадный генерал Жан-Батист Мийо (1 января 1806 – 20 сентября 1806)
- бригадный генерал Пьер Маргарон (20 сентября 1806 – 24 октября 1806)
- бригадный генерал Этьен Гюйо (3 октября 1806 – 8 июня 1807)
- бригадный генерал Пьер-Бенуа Сульт (8 июня 1807 – 15 октября 1808)
- бригадный генерал Ипполит де Пире (30 марта 1809 – 6 февраля 1813)
- бригадный генерал Луи Валлен (март 1813 – 15 декабря 1813)

### Командиры 2-й бригады
- бригадный генерал Жан-Батист Мийо (20 октября 1805 – 1 января 1806)
- бригадный генерал Этьен Гюйо (3 октября 1806 – 24 октября 1806)

## Подчинение и номер бригады
- бригада лёгкой кавалерии лагеря в Сент-Омере Армии Берегов Океана (29 августа 1803 года);
- бригада лёгкой кавалерии 4-го армейского корпуса Великой Армии (29 августа 1805 года);.
- бригада лёгкой кавалерии дивизии Ласалля Армии Германии (1 апреля 1809 года);
- 4-я бригада лёгкой кавалерии Армии Германии (21 июля 1809 года);
- 4-я бригада лёгкой кавалерии 1-й дивизии лёгкой кавалерии 1-й кавалерийский корпус Великой Армии (15 февраля 1812 года).

## Организация и численность бригады
На 25 сентября 1805 года:
- командир бригады — бригадный генерал Пьер Маргарон
- начальник штаба — полковник штаба Жан-Пьер Камбасерес
  - 8-й гусарский полк (3 эскадрона, 443 человека, командир — полковник Жан-Батист Франсши-Делонн)
  - 11-й конно-егерский полк (4 эскадрона, 633 человека, командир — полковник Бертран Бессьер)
  - 26-й конно-егерский полк (3 эскадрона, 405 человек, командир — полковник Александр Дижон)
    - Всего: 10 эскадронов, 1486 человек[1].

На 14 октября 1806 года:
- командир 1-й бригады — бригадный генерал Пьер Маргарон
  - 8-й гусарский полк (3 эскадрона, командир — полковник Жан-Батист Лаборд)
  - 22-й конно-егерский полк (3 эскадрона, командир — полковник Этьен Бордесуль)
- командир 2-й бригады — бригадный генерал Этьен Гюйо
  - 11-й конно-егерский полк (3 эскадрона, командир — полковник Шарль-Клод Жакино)
  - 26-й конно-егерский полк (3 эскадрона, командир — полковник Александр Дижон)

На 1 апреля 1807 года:
- командир бригады — бригадный генерал Этьен Гюйо
- начальник штаба — полковник штаба Франсуа Рансонне
  - 8-й гусарский полк (3 эскадрона, 332 человека, командир — полковник Жан-Батист Лаборд)
  - 16-й конно-егерский полк (3 эскадрона, 306 человек, командир — полковник Луи Мопуан)
  - 26-й конно-егерский полк (3 эскадрона, 543 человека, командир — полковник Жак Виаль)
    - Всего: 9 эскадронов, 1187 человек[2].

На 1 июля 1809 года:
- командир бригады — бригадный генерал Ипполит де Пире
  - 8-й гусарский полк (4 эскадрона, 449 человек, командир — полковник Жан-Батист Лаборд)
  - 16-й конно-егерский полк (4 эскадрона, 400 человек, командир — полковник Луи Мопуан)
    - Всего: 8 эскадронов, 891 человек[3].

На 1 июля 1812 года:
- командир бригады — бригадный генерал Ипполит де Пире
  - 8-й гусарский полк (4 эскадрона, 935 человек, командир — полковник Жан Домон)
  - 16-й конно-егерский полк (4 эскадрона, 837 человек, командир — полковник Жан-Батист Люилье де ля Серр)
    - Всего: 8 эскадронов, 1775 человек[4]

На 16 октября 1813 года:
- командир бригады – бригадный генерал Луи Валлен
  - 8-й конно-егерский полк (командир – полковник Эдмон де Талейран-Перигор)
  - 9-й конно-егерский полк (командир – полковник Эжен д'Авранж де Кермон)
  - 25-й конно-егерский полк (командир – полковник Поль Фодоа)